# محسن نادر
محسن نادر (انگلیسی: Mohcine Nader؛ زادهٔ ۳۰ سپتامبر ۱۹۹۴) بازیکن فوتبال اهل پرتغال است.
از باشگاه‌هایی که در آن بازی کرده‌است می‌توان به باشگاه ورزشی پینالوونسه و باشگاه فوتبال ویتوریا ستوبال اشاره کرد.